# Get Born
Get Born is het debuutalbum van Jet. Het was uitgebracht in 2003 door Elektra. In mei 2004 werd het aantal van een miljoen verkochte albums bereikt.

## Track listing
1. "Last Chance" – 1:52
2. "Are You Gonna Be My Girl" – 3:33
3. "Rollover DJ" – 3:16
4. "Look What You've Done" – 3:50
5. "Get What You Need" – 4:07
6. "Move On" – 4:20
7. "Radio Song" – 4:32
8. "Get Me Outta Here" – 2:56
9. "Cold Hard Bitch" – 4:03
10. "Come Around Again" – 4:30
11. "Take It Or Leave It" – 2:22
12. "Lazy Gun" – 4:42
13. "Timothy" – 4:30
14. "Sgt. Major" – 4:04 (bonusnummer in bepaalde edities)